# Lycodon ophiophagus
Espèce
Statut de conservation UICN

 LC  : Préoccupation mineure
Lycodon ophiophagus est une espèce de serpent de la famille des Colubridae.

## Répartition
Cette espèce est endémique du Sud de la Thaïlande. Elle se rencontre dans les provinces de Chumpon, de Ranong et de Phang Nga.

## Description
Dans leur description les auteurs indiquent que cette espèce mesure environ 90 cm dont 21 cm pour la queue.
Tous les spécimens observés dans la nature étaient actifs la nuit et ont été découverts près de ruisseaux en forêt dense.
En captivité les spécimens analysés par les auteurs ont montré une préférence alimentaire pour les Colubridae, notamment Chrysopelea ornata, Coelognathus radiatus, Dendrelaphis pictus, Enhydris enhydris, Ptyas korros, Rhabdophis subminiatus. Ils ont également consommés des poissons comme le Tilapia du Nil (Oreochromis niloticus), des amphibiens comme Fejervarya limnocharis, Hoplobatrachus rugulosus, Ingerana tasanae, Limnonectes hascheanus, des scinques comme Eutropis macularia, Riopa bowringii, Sphenomorphus maculatus... Le juvénile était alimenté avec des geckos comme Hemidactylus platyurus et Hemidactylus frenatus.

## Étymologie
Son nom d'espèce, du grec ὄϕις, ophis, « serpent », et φάγος, phágos, « mangeur », fait référence à son régime alimentaire.

## Publication originale
- Vogel, David, Pauwels, Sumontha, Norval, Hendrix, Vu & Ziegler, 2009 : A revision of Lycodon ruhstrati (Fischer 1886) auctorum (Squamata Colubridae), with the description of a new species from Thailand and a new subspecies from the Asian mainland. Tropical Zoology, vol. 22, p. 131-182 (texte intégral).